# Покровское (Карелия)
Покро́вское — деревня в составе Чёбинского сельского поселения Медвежьегорского района Республики Карелия.

## Общие сведения
Расположена на восточном берегу озера Кумчозеро.
Сохраняется памятник архитектуры — деревянная часовня XIX века.

## Население
| 2002 | 2010 | 2013 |
| ---- | ---- | ---- |
| 9    | ↘2   | ↗5   |

## Улицы
- ул. Верхняя
- ул. Высотная
- ул. Центральная
- ул. Школьная